# Señorío de Jacarilla
El título nobiliario de Señor de Jacarilla fue creado en el siglo XV a favor de Jaime Ibáñez de Riudoms.

### Señores de Jacarilla
|       | Titular                                   | Periodo       |
| ----- | ----------------------------------------- | ------------- |
| I     | Jaime Ibáñez de Riudoms                   |               |
| II    | Sabrina Ibáñez de Riudoms                 |               |
| III   | Mosén Jaime Togores e Ibáñez de Riudoms   |               |
| IV    | Mosén Juan Togores y Yáñez                |               |
| V     | Mosén Jaime Togores e Ibáñez de Riudoms   |               |
| VI    | Juan Togores y Roca                       |               |
| VII   | Jaime Togores y Folch de Cardona          | ((?) - 1573)  |
| VIII  | Juan Togores y Rocamora                   | ((?) - 1572)  |
| IX    | Luis Antonio Togores y Ladrón             | (1573 - 1621) |
| X     | Juan Togores y García de Lasa             | (1621 - 1636) |
| XI    | Antonio Togores y Masquefa                | (1636 - 1646) |
| XII   | Isabel Togores y García de Lasa           | (1646 - 1648) |
| XIII  | Luis Antonio Togores y Rosell             | 1648 - 1691)  |
| XIV   | Luis José Vicente Togores y Valenzuela    | (1691 - 1726) |
| XV    | Luis Ambrosio José Togores y Robles       | (1726 - 1758) |
| XVI   | Ignacio Joaquín Miguel Togores y Escorcia | (1758 - 1811) |
| XVII  | Francisco Mariano Togores y Escorcia      | (1811)        |
| XVIII | Francisco de Paula de Sandoval y Togores  | (1811 - 1832) |
| XIX   | Francisco de Paula Sandoval y Melgarejo   | (1832 - 1865) |
| XX    | José Joaquín Sandoval y Melgarejo         | (1865 - 1899) |

## Linajes
Desde la creación del Señorío de Jacarilla, tres linajes han sido propietarios de este feudo, portando el título de nobleza de Señor de Jacarilla. 
- Casa de Ibáñez de Riudoms
- Casa de Togores ((?)-1811)
- Casa de Sandoval (1811-1899)